# Heuff

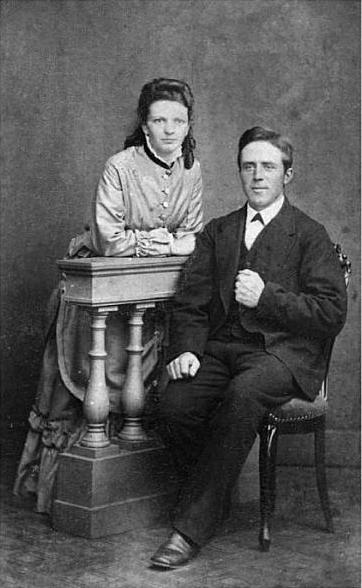
Het echtpaar Jan Dirk Heuff (1847-1918) en Aretta Gerarda Heuff-Heuff (1854-1932)

Heuff is een Nederlandse familie die al in de vijftiende eeuw rond Zoelen, Kapel-Avezaath en Kerk-Avezaath voorkwam.
Bekende telgen zijn, in chronologische volgorde:
- Johan Adriaan Heuff (1776-1828), burgemeester van Zoelen
- Johan Adriaan Heuff (1843-1910), auteur (pseudoniem onder andere J. Huf van Buren)
- Jan Dirk Heuff (1847-1918), burgemeester van Zoelen
- Hermanus Davinus (Herman) Heuff (1875-1945), kunstschilder
- Johan Adriaan Heuff (1901-1938), auteur (pseudoniem onder andere J.A. Heuff van Houweninge)
- Gijsbert Heuff (1931-2021)
- Cornelis Antonie (Cees) Heuff (1933-1993), kunstschilder
- Hein Heuff (1937- ..), Uitgeverij Heuff Nieuwkoop
- Marijke Hermine (Marijke) Heuff (1938), tuinfotografe
- Dirk Heuff (1962), gitarist van de Fatal Flowers

Het geslacht is niet verwant aan de adellijke familie Hoeufft of Hoeufft van Oyen, die ook wel als Heuff (van Oyen) voorkomt.